# ایوان هوروات
ایوان هوروات (انگلیسی: Ivan Horvat؛ زادهٔ ۱۷ اوت ۱۹۹۳) ورزشکار دو و میدانی اهل کرواسی است.